# Pilea peperomioides
Espèce
Pilea peperomioides, aussi connue sous l'appellation plante à monnaie chinoise, (en) pancake plant, (en) lefse plant ou plante du missionnaire, est une espèce de plante à fleurs (angiosperme) de la famille biologique des Urticaceae. Cette plante est endémique de la province du Yunnan dans le sud-ouest de la Chine.
Très utilisée comme plante d'intérieur, elle est facile à bouturer.

## Origine
P. peperomioides a été répertoriée pour la première fois par George Forrest en 1906, et de nouveau en 1910, dans la chaîne montagneuse des monts de Cangshan.
En 1945, l'espèce a été redécouverte par le missionnaire norvégien Agnar Espegren dans la province de Yunnan. Espegren prit alors avec lui des boutures avant son retour en Norvège en 1946, dès lors la plante s'est répandue en Scandinavie et au delà.
P. peperomioides est un exemple de plante qui s'est beaucoup répandue via le bouturage dans les jardins amateurs, sans être très précisément connue par les botanistes. Sa véritable taxinomie n'a été établie que dans les années 1980. La première image publiée connue apparaît dans le Kew magazine en 1984.

## Description
Mesurant 30 cm à 60 cm en longueur et en largeur, Pilea peperomioides est une plante succulente, vivace et au feuillage persistant vert clair.
Elle forme une tige épaisse couverte de stipules persistants.
La forme foliaire est unifoliée, chaque feuille mesurant jusqu'à 10 cm de diamètre, de forme elliptique, peltée, surmontant des pétioles de grande longueur. La floraison du Pilea est rare en intérieur.[réf. nécessaire]

## Entretien
Avec une température minimum de 10 °C et demandant peu d'entretien, P. peperomioides est cultivée comme plante ornementale d'intérieur. Sa reproduction par bouturage est facile et elle connait un fort développement.
La plante a été distinguée du Award of Garden Merit par la Royal Horticultural Society.